# 716 a.C.

## Eventos
- 16a olimpíada; Pitágoras da Lacónia, vencedor do estádio.[1]

- Fim da primeira guerra entre Esparta e a Messénia.[carece de fontes?]